# Otacilia distorta
Espèce
Otacilia distorta est une espèce d'araignées aranéomorphes de la famille des Phrurolithidae.

## Distribution
Cette espèce est endémique de Chongqing en Chine,. Elle se rencontre dans le district de Wanzhou.

## Description
Le mâle holotype mesure 2,69 mm.

## Systématique et taxinomie
Cette espèce a été décrite par Shi, Mu et Zhang en 2024.

## Publication originale
- (en) Shi, Mu et Zhang, « Description of four new species of Otacilia Thorell, 1897 (Araneae: Phrurolithidae) from southern China », Zootaxa, no 5447 (4),‎ 2024, p. 513-530